# Elephantopus arenarius
Elephantopus arenarius là một loài thực vật có hoa trong họ Cúc. Loài này được Britton & P.Wilson ex Britton mô tả khoa học đầu tiên năm 1916.